# Kvarteret Skatan (TV-serie)
För andra betydelser, se Kvarteret Skatan (olika betydelser).
Kvarteret Skatan är en svensk humorserie innehållande diverse korta sketcher baserade på återkommande, mer eller mindre udda figurer i fristående halvtimmeslånga avsnitt. Serien sändes i SVT under tre säsonger 2003–2006 och har följts upp av krogshower samt en långfilm (premiär 16 mars 2012). Serien utspelar sig i en vintrig och dyster förortsmiljö utanför Stockholm.

## Historik
SVT sände säsong ett våren 2003, med premiär 17 april, och säsong två våren 2004. Enligt baksidan på fodralet till "Kvarteret Skatan - det bästa ur andra säsongen"-dvd:n sågs varje avsnitt ur säsong två av en miljon tittare. 
En tredje omgång program spelades in våren 2006. Första avsnittet sändes den 2 september 2006. Den skiljer sig från de tidigare eftersom sketchformatet ersatts av sammanhängande avsnitt kring de två paren Kristina/Ulf och Frida/Magnus och deras singelkompis, Jenny.
Utomhusmiljöerna i säsong ett och två spelades in i stadsdelen Näset och säsong tre i Baggeby, båda på Lidingö.
"Kvarteret Skatan - Nu i verkligheten" var deras första liveshow och spelades 18 januari till 24 mars 2007 på Rival i Stockholm. Då medverkade inte Vanna Rosenberg och Rachel Mohlin men istället var Cecilia Frode med. Showen bestod mest av nyskrivet material, men favoriterna från serien ingick också. Föreställningen regisserades av Liv Elf Karlén. Magnus Ahlström var scenograf.
"Kvarteret Skatan - I nöd och lust" var deras andra humorshow och spelades 30 september till 19 december 2009 på Rival i Stockholm. Vanna Rosenberg och Rachel Mohlin var med denna gång, men Anna Blomberg medverkade inte. I stället tog Josephine Bornebusch över hennes rollfigurer. Emma Bucht var regissör. Våren 2010 gjordes Anna Blombergs rollfigurer av Eva Röse och Rachel Mohlins av Tova Magnusson.
2011 spelades långfilmen Kvarteret Skatan reser till Laholm in på Gotland. För regin stod seriens regissör Mikael Syrén. Premiären fastställdes till 16 mars 2012. Denna gång medverkade inte Anna Blomberg, och istället var Klara Zimmergren med som rollfiguren Ulfs nya fru. 
Alla de tre första säsongerna, liksom den första live-versionen, är utgivna på dvd.
2021 sändes en fjärde säsong i två avsnitt: "Kvarteret Skatan 20 år", som handlade om ett kvartersjubileum med återförening av seriens huvudpersoner (spelade av originalensemblen) som på många år inte hade träffats.

## Exempel på återkommande rollfigurer

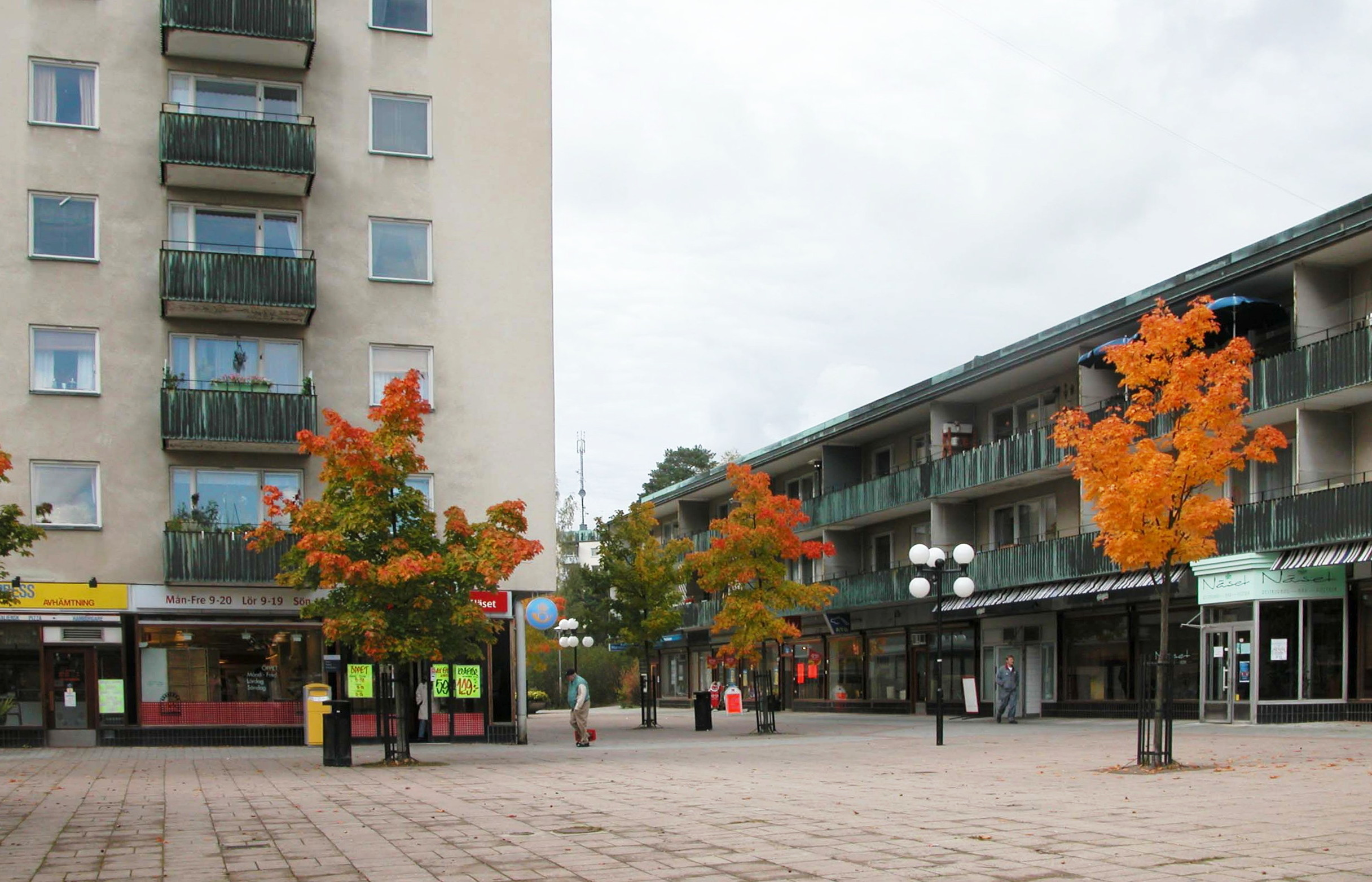
Näset, Lidingö.

- Fienderna Paul och Tord på kontoret (David Batra och Johan Glans)
- Kåta Gun (Anna Blomberg)
- Carita och Per-Arne i husvagnen (Anna Blomberg och Mikael Syrén)
- Bror, den fumlige galleristen (Johan Glans)
- Lukas, nervös figur som skriker till varje gång han får syn på något alldeles uppenbart. (Johan Glans)
- Paren som alltid trasslar till det vid de återkommande parmiddagarna:
  - Kristina och Ulf (Anna Blomberg och David Batra)
  - Frida och Magnus (Vanna Rosenberg och Johan Glans)
  - Jenny med skiftande killar (Rachel Mohlin).
- Talibanerna Conny och Britt (David Batra och Leif Johnsson)
- Peter, den tystlåtna tatueraren och Dessie. (Peter Svensson och Rachel Mohlin).
- Gert, udda och mystisk figur som troligen är hemlös. En föregångare till rollfiguren fanns med i Räkfrossa. (David Batra)
- Den klantige bartendern - (David Batra)
- Det lesbiska paret Rebecka (kallas för Robin) och Leon (Anna Blomberg och Rachel Mohlin)
- Svenne, den som alltid vill bråka - (Johan Glans)
- Jim och Jasmine, den korkade mannen och dennes underliga fru som alltid besöker olika "studiecirklar" (David Batra och Anna Blomberg)
- Gunnar, som håller i de olika studiecirklarna (Johan Glans)
- Ingemar, annorlunda man som jämför allt med analsex (David Batra)
- Megafonmannen (kan även vara figuren Ulf och Gert som spelar honom ibland) (David Batra)
- IT-supporten (Ulf Kvensler)

## Huvudroller
- David Batra
- Anna Blomberg
- Johan Glans
- Rachel Mohlin
- Vanna Rosenberg[2]
- Mikael Syrén

## Lista över produktioner

### På TV/film
| Säsong                                 | Säsong   | Avsnitt               | Säsongsstart          | Säsongsavslutning     |
| -------------------------------------- | -------- | --------------------- | --------------------- | --------------------- |
|                                        | Säsong 1 | 6                     | 17 april 2003         | 22 maj 2003           |
|                                        | Säsong 2 | 12                    | 10 mars 2004          | 26 maj 2004           |
|                                        | Säsong 3 | 8                     | 2 september 2006      | 30 december 2006      |
|                                        | Film     | Premiär: 16 mars 2012 | Premiär: 16 mars 2012 | Premiär: 16 mars 2012 |
|                                        | Säsong 4 | 2                     | 11 december 2021      | 18 december 2021      |
| Totalt antal avsnitt utöver filmen: 28 |          |                       |                       |                       |

### På teater
Nedan redovisas teaterpjäser baserade på serien vars handling antingen följer seriens eller är helt nyskriven.
| Namn                                 | Premiär           | Sista föreställningen | Spelplats |
| ------------------------------------ | ----------------- | --------------------- | --------- |
| Kvarteret Skatan - Nu i verkligheten | 18 januari 2007   | 24 mars 2007          | Rival     |
| Kvarteret Skatan - I nöd och lust    | 30 september 2009 | 19 december 2009      | Rival     |

## Musik
Titelmusik är The Human Leagues "Being Boiled (Fast version)".